# Lichnoptera moesta
Lichnoptera moesta är en fjärilsart som beskrevs av Herrich-Schäffer 1850. Lichnoptera moesta ingår i släktet Lichnoptera och familjen Pantheidae. Inga underarter finns listade i Catalogue of Life.